# みそカツラーメン
みそカツラーメン、または味噌カツラーメンは日本の高知県の　
ご当地ラーメンである。味噌ラーメンにトンカツを乗せたもの。
高知で単に「みそカツ」といった場合は、名古屋などで食されているトンカツに味噌タレをかけた味噌カツではなく、こちらを指す。
高知県でラーメン店をチェーン展開している「ラーメンの豚太郎（）」が発祥と言われている。豚太郎はラーメン屋になる以前は食堂を開いていた。食堂時代に人気だった「カツ定食」のカツをラーメンに入れたら美味いのではないかと、味噌ラーメンに一口カツを入れたのが始まりと言われている。
2008年にテレビ放映された『秘密のケンミンSHOW』（日本テレビ系列）で高知県が採り上げられた際には、上述の豚太郎を「元祖みそカツラーメン」と紹介している。